# Ważec
Ważec (słow. Važec, niem. Waagsdorf, węg. Vágfalva, Vázsec) – duża (ok. 2400 mieszkańców) wieś słowacka (obec) położona na Liptowie, w kraju żylińskim, powiecie Liptowski Mikułasz. Miejscowość leży przy granicy z krajem preszowskim, około 30 km na zachód od Popradu.

## Historia
Ważec powstał w 1280 r., założony przez niejakiego Gerharda, który został jego pierwszym sołtysem. Potem wieś należała do trzech znanych pod Tatrami rodów Szentiványich, Szmrecsanyich i Baánów. Na początku XX w. był dużą, ludną wsią, gęsto zabudowaną drewnianymi w większości domami, kultywującą tradycyjne formy życia i gospodarowania. W 1931 r. wielki pożar zniszczył prawie całą wieś. Została odbudowana dzięki finansowej pomocy państwa oraz zbiórkom wśród ludności całej Słowacji.
We wsi zachowało się nieco starych drewnianych zabudowań – w jednym z takich budynków jest ulokowana izba pamięci czeskiego malarza Jána Hali (1890–1950), który oczarowany pięknem okolicy mieszkał tu i tworzył w latach 1923–1959. Można w niej zobaczyć kolekcję jego obrazów, przedstawiających Ważec sprzed pożaru w 1931 r. Malarz ten jest również autorem wystroju wnętrza neogotyckiego kościoła ewangelickiego z 1889 r. We wsi znajduje się także kościół katolicki pw. św. Antoniego z początków XIII w., przebudowany w 1910 r.
Po II wojnie światowej Ważec stał się ośrodkiem turystycznym. Stąd wyruszają wycieczki w rejon Tatr Wysokich i Niżnich, a przede wszystkim do usytuowanej w południowo-zachodniej części miejscowości Jaskini Ważeckiej.